# Zero選挙
『zero選挙』（ゼロせんきょ）は、日本テレビ（NNN系列）で、2007年7月29日の第21回参議院議員通常選挙から生放送されている選挙特別番組である。
平日夜の報道番組『news zero』 を基幹番組とし、平日夕方の報道番組『news every.』 からもキャスター陣が出演する。

## 概要
JNN（TBS系）同様、原則として加盟している系列放送局全てで放送されている（全国30局ネット）。このうち、クロスネット局のテレビ大分とテレビ宮崎も、日曜日のプライムタイムは全時間帯で日本テレビ系列の番組編成をとっているため、ネットされている。
特に力を入れているのが、NNN系列各局が総力を結集した、全国50万人規模の出口調査による議席予測。投票終了と同時に議席予測が出されるため、参考にする候補者も多い。出口調査にはその年に入社した各局の新入社員も、投票日当日に調査する。
日本テレビは1992年に報道機関として初めて全国規模の出口調査を実施して以来、系列各局の取材網や、各政党などからの取材情報を加味して総合的に判断した独自の議席予測を立てている。

## 番組内容
以下、編成上およびビデオリサーチの視聴率公表上の『第1部』・『第2部』などとは必ずしも一致しない。あくまで番組全体構成上の大別に過ぎない。
- 第1部
  - オープニングは、選挙戦の総括や与野党の現有議席の確認などが行われる。投票が締め切られる午後8時ちょうどにNNN各局が行った出口調査による議席予測を発表する。汐留の日本テレビタワーの壁面に、出口調査結果を合成表示する。
  - 議席予測の他、開票速報、当確デスクによる当選確実情報、注目選挙区の情勢、当選者の喜びの声、選挙ドキュメント、有権者アンケート、各党の開票センターの党首・幹事長との中継、今後の国会の行方などを伝える。
- 第2部
  - 「Next! Generation」と題して、次の日本の担う若者向けの討論を行う。笛吹・櫻井を中心に、政治家・評論家の他に若者や女性が討論に参加する。
  - エンディングは、メインキャスターによる総括の後、『news zero』のエンディングでも使用している楽曲[注 4] をBGMに、印象的な当選者・落選者・党幹部のシーンをVTRで流す。

## 出演者

### 全体での出演
| 放送年 | メインキャスター | メインキャスター | 進行                | 進行     | 進行       | 進行            | 開票速報                     | 開票速報        |
| ------ | ---------------- | ---------------- | ------------------- | -------- | ---------- | --------------- | ---------------------------- | --------------- |
| 2007年 | 島田紳助         | 村尾信尚         | 鈴江奈々            | 鈴江奈々 | 鈴江奈々   | 鈴江奈々        | 小林麻央                     | 近野宏明        |
| 2009年 | 島田紳助         | 村尾信尚         | 鈴江奈々            | 鈴江奈々 | 鈴江奈々   | 鈴江奈々        | 小林麻央                     | 近野宏明        |
| 2010年 | 島田紳助         | 村尾信尚         | 鈴江奈々            | 鈴江奈々 | 鈴江奈々   | 鈴江奈々        | 丸岡いずみ                   | 藤井貴彦        |
| 2012年 | 村尾信尚         | 村尾信尚         | 鈴江奈々            | 鈴江奈々 | 鈴江奈々   | 鈴江奈々        | 小熊美香                     | 藤井貴彦        |
| 2013年 | 村尾信尚         | 村尾信尚         | 山岸舞彩            | 桐谷美玲 | 右松健太   | 右松健太        | 小熊美香                     | 藤井貴彦        |
| 2014年 | 村尾信尚         | 村尾信尚         | 山岸舞彩            | 桐谷美玲 | 小山慶一郎 | （なし）        | 鈴江奈々                     | 藤井貴彦        |
| 2016年 | 村尾信尚         | 村尾信尚         | 小正裕佳子 鈴江奈々 | 桐谷美玲 | 小山慶一郎 | 櫻井翔 又吉直樹 | 久野静香 中島芽生            | 藤井貴彦        |
| 2017年 | 村尾信尚         | 村尾信尚         | 小正裕佳子          | 桐谷美玲 | （なし）   | 櫻井翔 又吉直樹 | 小山慶一郎 中島芽生 岩本乃蒼 | 藤井貴彦        |
| 2019年 | 有働由美子       | 有働由美子       | 鈴江奈々            | 鈴江奈々 | 櫻井翔     | 櫻井翔          | 中島芽生 岩本乃蒼            | 藤井貴彦        |
| 2021年 | 有働由美子       | 櫻井翔           | （なし）            | （なし） | （なし）   | （なし）        | 中島芽生                     | 藤井貴彦        |
| 2022年 | 有働由美子       | 櫻井翔           | （なし）            | （なし） | （なし）   | （なし）        | 中島芽生                     | 藤井貴彦        |
| 2024年 | 藤井貴彦         | 櫻井翔           | 鈴江奈々            | 鈴江奈々 | 佐藤梨那   | 佐藤梨那        | 滝菜月                       | 後呂有紗 山﨑誠 |

解説・分析
- 橋本五郎（読売新聞特別編集委員）
- 粕谷賢之（日本テレビ報道局解説主幹、『ZERO×選挙2009』までは政治部長）
- 伊佐治健（日本テレビ報道局政治部長、『ZERO×選挙2016』第2部に出演）
- 小栗泉（日本テレビ解説委員、『ZERO×選挙2017』第2部から出演）
- 佐藤圭一（日本テレビ報道局政治部長、『ZERO×選挙2009』から出演）

第2部のみの出演
プレゼンター
- 櫻井翔（『ZERO×選挙2016』から第1部にも出演）

討論キャスター
- 笛吹雅子（日本テレビ報道局記者兼キャスター、同局元アナウンサー、『ZERO×選挙2014』まで出演）

### 各放送回のゲスト等
※肩書等は出演当時。

#### 2007年参院選での出演者
第1部
- ゲスト
  - 東国原英夫（宮崎県知事・当時）
  - 渡部恒三（民主党元最高顧問）
  - 渡辺喜美（自民党行革担当大臣・当時）
  - 前原誠司（民主党前代表・当時）
- 中継担当
  - 町亞聖（丸山和也事務所）
  - 七尾藍佳（丸川珠代事務所）
  - 金子茂（自民党本部）
  - 小西美穂（民主党本部）
  - 森麻季（大河原雅子事務所）

第2部
- 討論ゲスト
  - えなりかずき（俳優・大学生）
  - 宮崎哲弥（評論家）
  - 雨宮処凛（作家）
  - 清宮克幸（ラグビー監督）
  - 荻原次晴（スキー選手）
  - 勝間和代（経済評論家）
  - 石原宏高（自民党衆議院議員・当時）
  - 太田和美（民主党衆議院議員）
- ご意見番
  - 姜尚中

#### 2009年衆院選での出演者
- ゲスト
  - 蓮舫（民主党参議院議員）
  - 林芳正（自民党参議院議員）
  - 枝野幸男（民主党衆議院議員）
- 中継担当
  - 青山和弘（民主党開票センター）
  - 小栗泉（自民党本部）
  - 森麻季（小池百合子事務所）

#### 2010年参院選での出演者
第1部
- ゲスト
  - 蓮舫（行政刷新大臣・民主党参議院議員）
  - 原口一博（総務大臣・民主党議員）
  - 林芳正（参院政策審議会長・自民党議員）
  - 岡田克也（外務大臣・民主党議員）
  - 海江田万里（民主党衆議院議員、第2部も出演）
  - 石原伸晃（自民党衆議院議員）
- 中継担当
  - 青山和弘（民主党開票センター）
  - 小栗泉（自民党本部）

第2部
- ゲスト
  - 谷亮子（柔道家・民主党参議院議員）
- 討論ゲスト
  - 若旦那（湘南乃風）
  - 乙武洋匡（作家・元小学校教師）
  - 山崎ナオコーラ（作家）
  - 小室淑恵（株式会社ワーク・ライフバランス社長）
  - 寺田学（民主党首相補佐官）
  - 柴山昌彦（自民党衆議院議員）

#### 2012年衆院選・東京都知事選での出演者
第2部
- 討論ゲスト
  - 若旦那（湘南乃風）
  - 乙武洋匡（作家・元小学校教師）

#### 2013年参院選での出演者
第1部
- ゲスト
  - 百田尚樹（作家）
  - 菅義偉（内閣官房長官・自民党議員）

第2部
- 討論ゲスト
  - 乙武洋匡（作家・元小学校教師）
  - 原田謙介（NPO法人YouthCreate代表）

#### 2016年参院選での出演者
第2部
- 討論ゲスト
  - 井上苑子（シンガーソングライター）
  - 大関綾（ノーブル・エイペックス社長）
  - 玉木雄一郎（民進党衆議院議員）
  - 鈴木馨祐（自民党衆議院議員）
  - 塙佳憲
  - 久我尚子（ニッセイ基礎研究所）
  - 駒崎弘樹（NPO法人フローレンス代表）

#### 2017年衆院選での出演者
第2部
- 討論ゲスト
  - 小倉優子
  - ユージ
  - 西村創一朗（ファザーリング・ジャパン理事）
  - 中室牧子（慶應義塾大学教授）
  - 山下雄平（自民党参議院議員）
  - 牧山ひろえ（民進党参議院議員）

#### 2019年参院選での出演者
第1部
- ゲスト
  - 安藤桃子
  - 落合陽一
  - デービッド・アトキンソン

第2部
- ゲスト
  - 岡田結実
  - 落合陽一
  - 田中卓志（アンガールズ）
  - 吉村崇（平成ノブシコブシ）
  - 若槻千夏

#### 2021年衆院選での出演者
第1部
- パートナー
  - 落合陽一

第2部
- コンダクター
  - 辻愛沙子
- ゲスト
  - 田中卓志（アンガールズ）
  - 福田麻貴（3時のヒロイン）

#### 2022年参院選での出演者
第1部
- パートナー
  - 落合陽一

第2部
- パートナー
  - 落合陽一
- ゲスト
  - 阿部亮平（Snow Man）
  - 池田美優

#### 2025年参院選での出演者
- 石田健（The HEADLINE編集長）
- 福田麻貴（3時のヒロイン）
- 山口真一（国際大学准教授）

## 放送時間
（以下、すべてJST）
- 『NEWS ZERO』→『news zero』を放送しているNNN加盟全30局で放送。詳細はnews zero#ネット局を参照。
- 『NEWS ZERO』→『news zero』をクロスネットで放送しているテレビ宮崎は、『ZERO×選挙2007』では『FNS27時間テレビ』（フジテレビ系）を放送のため、21:15から飛び乗って放送した。逆に、『ZERO×選挙2009』では翌0:40までで飛び降りた。

2007年参院選
- 2007年（平成19年）7月29日 19:58 - 翌2:00
  - 第1部 19:58 - 23:30
  - （23:30 - 23:45まで、『スポーツうるぐす』短縮版を放送）
  - 第2部 23:45 - 翌2:00

2009年衆院選
- 2009年（平成21年）8月30日 21:00 - 翌3:00
  - 第1部 21:00 - 23:55
  - （23:47 - 23:50まで、ショートニュースを放送、テロップはZEROと同一、報道フロアから豊田順子アナウンサーが担当）
  - （23:55 - 翌0:10まで、『SUPERうるぐす』短縮版を放送）
  - 第2部 翌0:10 - 3:00（テレビ宮崎は0:40で飛び降り）

2010年参院選
- 2010年（平成22年）7月11日 19:58 - 翌2:00
  - 第1部 19:58 - 23:40
  - （23:32 - 23:35まで、ショートニュースを放送、テロップは前回と同一、報道フロアから原聡子キャスターが担当）
  - （23:40 - 23:55まで、『Going!Sports&News』短縮版を放送）
  - 第2部 23:55 - 翌2:00

2012年衆院選・東京都知事選
- 2012年（平成24年）12月16日 21:39 - 翌4:00（地上波[1]）
  - 第1部 21:39 - 23:00
  - 第2部 23:00 - 翌0:35
  - （翌0:27 - 0:30まで、ショートニュースを放送、テロップはZEROと同一）
  - （翌0:35 - 0:55まで、『Going!Sports&News』短縮版を放送）
  - 第3部 翌0:55 - 2:00
  - 第4部 翌2:00 - 4:00
    - 地上波で『TOYOTA presents FIFAクラブワールドカップ2012』決勝戦（およびグランドフィナーレ）を21:39[2] まで放送のため、日テレNEWS24にて19:59 - 21:00に先行放送された（BS日テレでも同局の再送信で19:59 - 21:00に先行放送された）[3][4][5]が、地上波と同時放送にはならなかった。ただ、地上波でも19:59頃から数分間、サッカー中継を一時中断の上出口調査の結果速報を伝えた（ただし、サッカーの中継映像を画面右下のワイプに表示した）ほか、ハーフタイム中に約10分間のミニ開票速報を放送した。その他、サッカー中継の番組画面を縮小した上で、画面下に当確情報や党派別の獲得議席数などを伝える速報テロップを表示した。

2013年参院選
- 2013年（平成25年）7月21日 19:58 - 翌2:00[6]
  - 第1部 19:58 - 21:00
  - 第2部 21:00 - 23:30
  - （23:25 - 23:30まで、ショートニュースを放送、テロップはZEROと同一、報道フロアから山下美穂子アナウンサーが担当）
  - （23:30 - 23:45まで、『Going!Sports&News』短縮版を放送）
  - 第3部 23:45 - 翌2:00

2014年衆院選
- 2014年（平成26年）12月14日 19:58 - 翌2:00[7]
  - 第1部 19:58 - 21:00
  - 第2部 21:00 - 23:30
  - （23:30 - 23:50まで、『Going!Sports&News』短縮版を放送）
  - 第3部 23:50 - 翌2:00

2016年参院選
- 2016年（平成28年）7月10日 19:58 - 翌2:00[8]
  - 第1部 19:58 - 21:00
  - 第2部 21:00 - 23:30
  - （23:25 - 23:30まで、ショートニュースを放送、テロップはZEROと同一）
  - （23:30 - 23:50まで、『Going!Sports&News』短縮版を放送）
  - 第3部 23:50 - 翌2:00

2017年衆院選
- 2017年（平成29年）10月22日 19:58 - 翌1:50
  - 第1部 19:58 - 23:30
  - （23:25 - 23:30まで、台風21号関連のショートニュースを放送、テロップはZEROと同一）
  - （23:30 - 23:50まで、『Going!Sports&News』短縮版を放送）
  - 第2部 23:50 - 翌1:50

2019年参院選
- 2019年（令和元年）7月21日 19:58 - 翌2:10
  - 第1部 19:58 - 23:30
  - （23:30 - 23:50まで、『Going!Sports&News』短縮版を放送）
  - （23:50 - 23:53まで、ショートニュースを放送、テロップはzeroと同一、報道フロアから杉野真実アナウンサーが担当）
  - 第2部 23:50 - 翌2:10

2021年衆院選
- 2021年（令和3年）10月31日 19:58 - 翌2:00
  - 第1部 19:58 - 23:55
  - （23:55 - 翌0:15まで、『Going!Sports&News』短縮版を放送）
  - 第2部 翌0:15 - 翌2:00

2022年参院選
- 2022年（令和4年）7月10日 19:58 - 翌2:00
  - 第1部 19:58 - 23:55
  - （23:55 - 翌0:15まで、『Going!Sports&News』短縮版を放送）
  - 第2部 翌0:15 - 翌2:00

2024年衆院選
- 2024年（令和6年）10月27日 19:58 - 翌2:00
  - 第1部 19:58 - 23:55
  - （23:55 - 翌0:15まで、『Going!Sports&News』短縮版を放送）
  - 第2部 翌0:15 - 翌2:00

2025年参院選
- 2025年（令和7年）7月20日 19:58 - 翌2:00
  - 第1部 19:58 - 23:55
  - （23:55 - 翌0:15まで、『Going!Sports&News』短縮版を放送）
  - 第2部 翌0:15 - 翌2:00

## 各回の放送内容

### 2007年参院選での内容
- 正式タイトルは『ZERO×選挙2007』。
- メインキャスターに、通常当該時間帯（日曜21時台）に放送されている『行列のできる法律相談所』で当時司会を務めていた島田紳助を起用した（理由は『行列のできる法律相談所』の出演者・丸山和也が自民党から立候補したため。紳助は第3回まで出演）。紳助が政治報道番組に出演するのは自身が司会を務めたテレビ朝日・ABC系列『サンデープロジェクト』（2004年3月降板）以来である。
- キャッチフレーズは、「紳助、ZEROへ。参院選の夜に、6時間。」である。
- オープニングでは、BGMこそ『NEWS ZERO』と共通のもの（ただし、「ZERO〜」のハミングの前が若干、異なる）が流れたが、画面は通常のZEROのものをアレンジしたオリジナルバージョンであった。
- 今までと異なり日テレNEWS24では、ほぼ同時間帯（19:45 - 翌2:00）に『2007 Breaking The 参院選』を放送（こちらもBS日テレでハイビジョン放送。ただし、各党本部の中継など一部地上波と同時放送あり・テンプレも「ZERO×選挙」とほぼ同じ）。なお、BS日テレでは選挙特番そのものの放送を行わず、野球中継を放送した。これは『NEWS ZERO』が正規にはNNN番組ではなく日本テレビ制作となっているからである。
- 番組と連動したデータ放送にも対応している。ワンセグでもデータ放送に対応する。また、視聴者からの意見を集める「インタラクティブ放送」も行う。
- 番組は、スタジオ・中継映像・一部のVTRでハイビジョン制作となっている。
- 不定期に党幹部や全国各地の一部当確候補者と中継を繋ぐ（この際もハイビジョン制作）。
- 関東地区における視聴率は、10.3%だった。全体から見た結果としては、NHK総合テレビ・フジテレビに次いで第3位だった（ビデオリサーチ調べ）。

### 2009年衆院選での内容
- 2009年の第45回衆議院議員総選挙において、第2弾として放送した。正式タイトルは『NNN総選挙特番 ZERO×選挙2009』（エヌエヌエヌ そうせんきょとくばん - ）。
- 前回に続いて、メインキャスターには紳助と村尾が起用された。
- 前日（8月29日）から同日にかけて放送される『24時間テレビ 愛は地球を救う32』と同日の放送となるため、他局の選挙特番とは1時間遅れてのスタートとなるが、投票締め切り1分前の19時59分から6分間は『24時間テレビ32』を一旦中断して出口調査の速報を報じた（一部地域では、後半に地元選挙区の開票速報を挿入した所もあった）。その後も『24時間テレビ』と並行して開票速報、当確情報を画面上部に表示した。
  - なお、『24時間テレビ32』でチャリティーマラソンに挑んだイモトアヤコは、同番組の時間内で完走できなかったため、本番組内でゴールの模様を21時55分ごろに録画放送した[注 21][注 22]。
- 第1部のデータ放送において、視聴者から投稿されたメッセージを半リアルタイムで表示する「選挙メッセンジャー」が実施され、約7万件のコメントが寄せられた。一時、不適切なメッセージが表示されてしまい、日本テレビが謝罪メッセージを出す事態になった。
- 番組終了後は、一部地域を除いて日テレNEWS24（フィラー）を放送した。
- また、2部の司会を務める櫻井は当日は国立競技場で嵐のライブのため、ライブ終了後の出演となった。
- 関東地区における第1部視聴率は、『24時間テレビ32』終了後でイモトのゴールシーンを放送したこともあってか、NHK総合テレビをも上回る26.4%の高視聴率をマークした（ビデオリサーチ調べ。後述の通り、地方でも高視聴率となったところがある）。NHK総合テレビ以外が選挙特番で時間帯1位を獲得したのは、同じく日本テレビが1998年7月12日の第18回参議院議員通常選挙でプロ野球「読売ジャイアンツ対阪神タイガース戦」中継を組み込んだ『選挙&ナイター』以来11年ぶり。

### 2010年参院選での内容
- 2010年の第22回参議院議員通常選挙において、第3弾として放送した。正式タイトルは『ZERO×選挙2010』。
- この回もメインキャスターには紳助と村尾が起用された。第22回参議院議員通常選挙施行日が第174回国会の会期が延長されて7月25日となった場合には紳助が総合司会を務めるフジテレビ系列『FNS26時間テレビ』（7月24日 - 25日）と放送日が重複する可能性があった。結局、会期延長なしで閉会して当初の想定通り7月11日投開票となったため、紳助は6月12日に行われた『FNS26時間テレビ』の製作発表で「選挙と被らなかったこと」を良かった点として挙げ、「被ってたら僕だけ『30時間テレビ』やった」と記者達を笑わせた。なお、この製作会見の時点では日本テレビから本番組出演者の正式発表はされておらず、紳助が先に明かしてしまう形となった。
- 前回まで分離されていた日テレNEWS24（CS）が制作に加わり、同時放送を行う。
- 番組終了後、日テレNEWS24（CS）[注 23]・日本テレビでは『Oha!選挙 NEWS LIVE』が7月12日2:00 - 5:20に放送された。
  - 番組テロップの内、候補者の名前と画面下の議席獲得数のみはZEROデザインをそのまま使用した。
- 関東地区における第1部視聴率は、9.7%だった。NHK総合テレビに次いで時間帯2位並びに民放1位を獲得した（ビデオリサーチ調べ）。

### 2012年衆院選・東京都知事選での内容
- 2012年の第46回衆議院議員総選挙と東京都知事選挙において、第4弾として放送。正式タイトルは『NNN総選挙特番 ZERO×選挙2012』。
- 同日に行われる『TOTOTA presents FIFAクラブワールドカップ2012決勝戦（およびグランドフィナーレ）』と同日の放送となるため、地上波では他局の選挙特番とは約1時間40分遅れてのスタートとなるが、投票締め切り30秒前の19時59分30秒から3分間はサッカー中継を一旦中断して出口調査の速報を報じた。また、投票締め切り（20時）直前から3分間はU字型画面で出口調査の速報を表示し、主音声で選挙情報を伝え、サッカー中継は副音声で放送した。その後もサッカー中継と並行して開票速報、当確情報をU字型画面に表示した[9]。
- 上述の通り、日テレNEWS24（CS）では19:59 - 21:00に先行放送した[注 24] が、21:00 - 翌日4:00に独自の選挙特番『全部見せます!開票速報24』を放送した[注 25] ため、前回のように地上波との同時放送にはならなかった。
- 番組終了後、日テレNEWS24（CS）[注 26]・日本テレビでは『Oha!4 NEWS LIVE』が放送された（ただし、内容は通常とは異なり、"総選挙スペシャル"としての放送であった）。
- 2部の司会を務める櫻井は当日は東京ドームで嵐のライブのため、ライブ終了後の出演となった。

### 2013年参院選での内容
- 2013年の第23回参議院議員通常選挙において、第5弾として放送。正式タイトルは『ZERO×選挙2013』。
- 日テレNEWS24（CS）では19:57 - 翌日4:00に独自の選挙特番『全部見せます!開票速報24』を放送する[10] ため、前回のように地上波で非ネットの時間帯に放送したり、地上波と同時放送するようにはならなかった。
- 番組終了後、日本テレビでは日テレNEWS24制作の上記特番を翌日2:00 - 3:59に放送[注 27]。

### 2014年衆院選での内容
- 2014年の第47回衆議院議員総選挙において、第6弾として放送。正式タイトルは『NNN衆院選特別番組 ZERO×選挙2014』。
- BS日テレ・日テレNEWS24（CS）では19:57 - 21:00に独自の選挙特番『深層NEWS×日テレNEWS24 衆院選スペシャル』（BS日テレ制作）を、日テレNEWS24（CS）では21:00 - 翌日4:00に独自の選挙特番『日テレNEWS24 全部見せます! 衆院選スペシャル』をそれぞれ放送する[11] ため、前々回のように地上波で非ネットの時間帯に放送したり、地上波と同時放送するようにはならない。
- 番組終了後、日本テレビでは日テレNEWS24制作の上記特番を翌日2:00 - 3:58に放送[注 28]。

### 2016年参院選での内容
- 2016年の第24回参議院議員通常選挙において、第7弾として放送。正式タイトルは『NNN参院選特別番組 ZERO×選挙2016』。
- 日テレNEWS24（CS）では今回の放送を第2部までネット受けする。その後、23:30 - 翌日2:00（第1部）・翌日2:00 - 4:00（第2部）に自局制作による独自の選挙特番『日テレNEWS24×参院選SP』を放送。
- 番組終了後、日本テレビでは日テレNEWS24制作の上記特番の第2部（の本編のみ）を翌日2:00 - 3:58に放送[注 29]。

### 2017年衆院選での内容
- 2017年の第48回衆議院議員総選挙において、第8弾として放送。
- 日テレNEWS24（CS）では19:55 - 翌日1:50・翌日1:50 - 4:00・翌日5:50 - 7:00に自局独自制作番組『日テレNEWS24 衆院選'17 この国のかたち』を放送。
- 番組終了後、日本テレビでは例年とは異なり、22日に総選挙が実施されないことで本番組を放送しないとしても、予め放送することとなっていた深夜番組複数本（選挙関連ではない。）を当初予定通り翌日1:50 - 4:00に放送。
  - なお日本テレビ以外の同系列局の多くでは上記の日テレNEWS24制作の特番を翌日1:50以降に部分ネットした。
- 台風21号が日本列島に接近[注 30] していた影響により、当初の放送予定を一部変更し台風情報を番組内で随時伝えた。
- この回が、村尾時代最後の選挙特番となった（村尾が2018年9月で『ZERO』を降板したため）。

### 2019年参院選での内容
- 2019年の第25回参議院議員通常選挙において、第9弾として放送。正式タイトルは『NNN参院選特別番組 zero選挙2019 〜アナタに迫る!新時代の大問題〜』。
- この回が、有働時代最初の選挙特番となる。
- 日テレNEWS24（CS）では、19:57 - 翌日2:10・翌日2:10 - 4:00・翌日5:50 - 7:00に自局独自制作番組『日テレNEWS24×参議院選挙2019』を放送。
- 番組終了後、日本テレビでは3年ぶりに日テレNEWS24制作の上記特番の第2部を翌日2:10 - 4:00に放送[注 31]。
- 関東地方における平均視聴率は、第1部（19:58 - 21:00）が10.6%で、しばらく『池上彰の選挙ライブ』に民放首位を奪われていた状態から久々に民放首位へ返り咲いた[12]。

### 2021年衆院選での内容
- 2021年の第49回衆議院議員総選挙において、第10弾として放送。この回より、これまで第2部進行、第1部コーナー担当などを務めた櫻井がメインキャスターへ昇格した。
- 本選挙の公示に合わせて、JX通信社と連携して、全候補者を対象としたアンケート調査を行い、その結果を特設サイトに公開した[13][14]。
- 2021年10月2日からサービスを開始したインターネット同時配信サービス「日テレ系ライブ配信」でも本番組のサイマル配信[注 32]を行った[15][16]。
- 日テレNEWS24（CS）では、19:55 - 翌日0:15（第1部）・翌日0:15 - 2:00（第2部）・翌日2:00 - 4:30（第3部）に自局独自制作番組『日テレNEWS24 衆議院選挙2021』を放送[注 33][注 34] 。日本テレビでも番組終了後に日テレNEWS24制作の特番第3部を翌日2:00 - 4:30に放送した[注 35] 。
- 関東地方における平均視聴率は、第1部（19:58 - 21:00）が10.8%で、2019年参院選に続き、今回も民放トップになった[17]。
- 日本テレビが投票日当日に行った出口調査をもとに投票締め切りの午後8時に発表した各党の議席予想が実際の各党の獲得議席とは大きく外れるというハプニングも後に起きてしまった[18]。

### 2022年参院選での内容
- 2022年の第26回参議院議員通常選挙において、第11弾として放送。
- 本選挙の公示に合わせて、JX通信社と連携して、全候補者を対象としたアンケート調査を行い、その結果を特設サイトに公開した[19][20]。
- 前年に引き続き、インターネット同時配信サービス「日テレ系ライブ配信」でも本番組のサイマル配信[21]を行った[15][22]。
- 日テレNEWS24（CS）では、19:55 - 翌日0:15（第1部）・翌日0:15 - 2:00（第2部）・翌日2:00 - 4:30（第3部）に自局独自制作番組『日テレNEWS24 参院選特番』を放送[注 36][注 34] 。日本テレビでも番組終了後に日テレNEWS24制作の特番第3部を翌日2:00 - 4:30に放送した[注 35] 。
- 関東地方における平均視聴率は、第1部（19:58 - 21:00）が10.8%で、2019年参院選に続き、今回も民放トップになった[23]。
- この回が、有働時代最後の選挙特番となった（有働が2024年3月で『zero』を降板したため）。

### 2024年衆院選での内容
- 2024年の第50回衆議院議員総選挙において、第12弾として放送。
- この回が、藤井時代最初の選挙特番となり、これまで2010年より『news every.』のメインキャスターに就任して以来当番組にて開票速報のキャスターを務めた藤井が当番組のメインキャスターへ昇格した。

### 2025年参院選での内容
- 2025年の第27回参議院議員通常選挙において、第13弾として放送。
- 本選挙から2024年10月に日本テレビが読売新聞社と日本放送協会（NHK）との間で締結した覚書に基づき、出口調査がNNNと読売新聞、NHKとの合同調査に移行した[24][25]。
- 関東地方における平均視聴率は第1部（19:58 - 23:55）が7.4%で、2024年の衆院選選挙特番で民放視聴率1位となっていたテレビ朝日制作の『選挙ステーション2024』から奪還した[26]。

## スタッフ
- 制作協力：NNN各社
- 製作著作：日本テレビ

## 系列局での扱い
- 選挙特別番組という性格上各放送局ごとに地元選挙区の開票状況も伝えるため、番組の途中であっても区切りの良い部分、もしくは途中での割り込み編成を行う場合がある。放送局によっては大部分をローカル編成で構成することもある。

北海道：札幌テレビ（STV）
- 夕方のローカル情報番組『どさんこワイド179』をベース番組として放送。同番組のセットを使い、出演者も『どさんこワイド』を担当するアナウンサーがメインキャスターを担当。
  - 2007年は「ZERO×どさんこ 選挙2007」として放送。番組HPでは、「ZERO×選挙」の番宣に似たたせて撮影されたと思われるローカル枠出演者の写真が並んでいた。
  - 2009年は「どさんこ×選挙 決める!8.30」として放送。
  - 2010年は「どさんこ×選挙 決める!7.11」として放送し、『どさんこワイド179』の明石英一郎アナウンサー・和久井薫キャスターらが出演した。
  - 2012年は「言わせて!総選挙 2012」として放送。ここから『どさんこワイド179』でニュースキャスターを務める宮永真幸アナウンサーが進行を担当。
  - 2013年は「STV選挙スペシャル 言わせて!参院選 2013」として放送。
  - 2014年は「言わせて!総選挙 2014 ～わたしの争点～」として放送。
  - 2016年は「言わせて!参院選 2016 ～未来への一票!～」として放送。
  - 2017年は「言わせて!総選挙 2017 ～みらいを決める～」として放送。
  - 2019年は「言わせて!参院選 2019」として放送。
  - 2021年は「どさんこ総選挙 2021 ～北海道の未来がみえる～」として放送。
  - 2022年は「どさんこ参院選 2022」として放送。進行は宮永真幸アナと村雨美紀アナ。また、STVが展開する動画サイト「どさんこ動画+」では「WeLIVE参院選特番 どさんこ選挙」として地上波より早く19:30から生配信を実施。
  - 2024年は「どさんこ総選挙 2024」として放送。進行は宮永真幸アナ・福永俊介アナ・村雨美紀アナ。
  - 2025年は「zero選挙2025×決戦2025～どさんこのミライ～」として放送予定。進行は宮永真幸アナ・村雨美紀アナ。

青森県：青森放送（RAB）
- バーチャルスタジオを駆使して様々な情報を表示し、夕方のローカル報道番組「RABニュースレーダー」のキャスターと報道部記者の2人で番組を進行する。なお、画面下に表示される県内の開票情報は、ワンセグのみローカル枠で放送している間を除き、放送設備の都合上表示されない（CM入りや提供クレジット表示の直前には強制消去される）。また、青森放送の公式YouTubeチャンネル「RAB LIVE!」でも県内の開票情報を同時配信する。

富山県：北日本放送（KNB）
- 「ZERO×選挙2010 決戦 ～富山の選択～」として放送し、夕方のローカル情報番組『いっちゃん☆KNB』をベースに放送されている。

中京広域圏：中京テレビ（CTV）
- 夕方のローカル報道番組『中京テレビNewsリアルタイム』の本多小百合が番組を進行し、地元の政治評論家や報道局の記者などを解説として招いた（ただし、スタジオは『中京テレビNewsリアルタイム』のスタジオとは異なる）。
  - 2013年からのローカル枠は『キャッチ!×選挙』と題して、夕方のローカル情報番組「キャッチ!」をベースに放送。タイトルロゴは「ZERO×選挙」の『ZERO×』が『キャッチ!×』になったもの。キャスターは、キャッチ!メインキャスターの恩田千佐子。
  - 2019年からは、タイトルロゴを『キャッチ！選挙』に変更。ロゴは「zero選挙」の『zero』が『キャッチ!』になったもの。
  - 2022年は、同年4月に「キャッチ！」の金曜日メインキャスターに就任した松原朋美がメインキャスターを務め、前回放送分までメインキャスターを務めた恩田がコメンテーターとして出演した。

近畿広域圏：読売テレビ（ytv）
- 2006年10月から2007年3月まで放送された『ニュース・サブ・チャンネル』をベースにした内容で放送。夕方のローカル報道番組『ニューススクランブル』から読売テレビ解説委員で同番組キャスターの坂泰知（元アナウンサー）が司会進行を、島田紳助と同じ吉本興業所属の大平サブローが総合キャスターをそれぞれ担当した（同局のローカル枠の番組タイトルは従来どおり、「NNN参院選 （西暦年）」となっている）。
  - 2009年は、第1部ではローカル枠中心に放送され、前番組の『24時間テレビ』で放送できなかったチャリティーマラソンの模様が録画でも放送されなかった。第2部では、同局解説委員の辛坊治郎をメインとし、各党の論客と対話する『朝まで生テレビ!』形式のコーナーを中心に放送。日本テレビからの放送は番組スタートの1時間弱。
  - 余談ではあるが、今回の読売テレビゾーンでは「たかじんのそこまで言って委員会」ベースでやしきたかじんと辛坊解説委員で進行し委員会のレギュラー・準レギュラーパネラーも出演するという計画があった。しかし、パネラーで一番必要とされていた政治評論家の三宅久之氏が1年も前から他局に押さえられていたためたかじんが断念したとたかじんが出演している他局の番組でたかじん本人が内幕を明かした。
  - 2010年から、夕方のローカル情報番組『かんさい情報ネットten!』をベースに製作。2010年は三浦隆志が番組を進行し、メッセンジャーあいはら・増田英彦・若一光司・春川正明らが出演。
    - 2014年は『ten.総選挙ライブ2014』としてキャスター：清水健・中谷しのぶ、コメンテーター：辛坊治郎、野村修也、室井佑月で放送された。

  - 2016年は『ten.参院選ライブ2016』としてキャスター：清水健・中谷しのぶ、コメンテーター：辛坊治郎、野村修也、田中里沙、若一光司で放送された。
  - 2017年は『総選挙ライブten.2017』としてキャスター：中谷しのぶ、コメンテーター：辛坊治郎、野村修也、田中里沙、増田英彦、森本敏で放送された。
  - 2021年は『総選挙ten.ライブ2021』としてキャスター：中谷しのぶ・黒木千晶、コメンテーター：野村修也、高岡達之、奥野史子で放送された。
  - 2022年は『ten.参院選ライブ2022』としてキャスター：中谷しのぶ・黒木千晶、解説：高岡達之、コメンテーター：奥野史子、増田英彦で放送された。同時に動画配信でも同様のロゴタイプの独自番組『参院選ライブ2022.net』を展開。独自企画として「言いたい放題! センセンキョウキョウ開速SP」と「とことん見せます! ノンストップ開速SP」を送る。

鳥取県・島根県：日本海テレビ（NKT）
- タイトルを「ZERO選挙鳥取・島根」と題して放送しており、テロップは全国版と類似している。

広島県：広島テレビ（HTV）
- ローカル枠でU字表示で各地の当確情報を流し、真ん中の画面で広テレ側の映像を流している。またスタジオは以前の選挙特番と同じく、夕方のローカル情報番組『テレビ宣言』→『テレビ派』で使用しているスタジオを使用しているが、雰囲気を日テレの特設スタジオと似せている（色調：茶色→ライトグリーン）。テロップのテンプレートや一部の動作も日テレと統一している。全国パート内での広島県選挙区開票速報が画面中央下に不定期に一定時間出るため、本来映る筈の日本各地の当確速報が広テレ出しの速報と被るため、広島ではその間の当確情報が見ることができない。
  - 2009年では全国の当確速報と各党の獲得議席数をローカル枠のみ画面下に背景付きで表示を行っている。

山口県：山口放送（KRY）
- 『kry news every.』のスタジオから放送しており、テロップは全国版と類似している。

徳島県：四国放送（JRT）
- 雰囲気こそ日本テレビ版と似ているものの、ローカル枠の番組タイトルが「JRT参院選速報」となっている等、ほぼ完全に徳島県関連の選挙速報に特化している（なお、ラジオではJRTゴールデンナイター放送の関係から、ナイター中継終了後TBSラジオ制作・JRN系列各局ネットの選挙特番にすぐさまネットしていた。

香川県・岡山県：西日本放送（RNC）
- 2007年・2009年ともにタイトルは「ZERO×選挙 香川・岡山」として放送。キャスターはこちらも両方ともに夕方のローカル報道番組『RNC NEWSリアルタイム』の山口喜久一郎（当時RNCアナウンサー）・鴨居真理子がキャスターで出演。2007年については地上デジタル放送ではU字表示で左右に与野党の獲得議席を表した棒グラフ、下部に各政党ごとの獲得議席数が表示されている形を取った（アナログでは下部のみ表示）。また香川選挙区で早々と当確となった民主党候補者がスタジオに生出演して感想や今後の抱負などを語った（ちなみに他の高松側の放送局2局にも生出演した）。
  - 2009年以降についてはテロップやBGMも日テレのフォーマットを踏襲した。なお、当確者の出演はなかった。ちなみに2009年の21時台についての平均視聴率は25.8%とエリアでトップをとった[27]。

福岡県：福岡放送（FBS）
- 「福岡・佐賀×開票速報2007」として放送。ローカル枠になるたびに『NEWS ZERO』のオープニングCGの一部とZEROのCM前のジングルにあわせて上記のタイトルをクレジットした（タイトルロゴは「ZERO×選挙」の『ZERO×』が『福岡・佐賀×』に、『選挙』が『開票速報』になったもの）。ニュースセンターから、古賀之士、松吉ゆかりと九州大学名誉教授の斎藤文男が出演。ニュースセンターにある「FBS NEWS CENTER」と書かれた掛け軸のバックの色が、普段のブルーからライトグリーンに変わった（翌日には元の色へ戻った）。テロップ等は日テレと統一している（通常のZERO放送時同様）。近年ではNEWS5ちゃん→NEWSめんたいPlus→めんたいワイドのメインキャスター（2021年からはバリはやッ!ZIPも）が出演している。

熊本県：くまもと県民テレビ（KKT）
- 「ZERO×選挙 くまもと2007」として放送。同日に衆議院熊本3区補選が行われた為、ローカル枠が多く、画面下の議席獲得数が表示されている部分に（すべての時間ではないが）開票速報を表示した。
  - 2009年は「ZERO×選挙 くまもと2009」として放送し、スタジオを日テレの特設スタジオに似せたほか、テロップのテンプレートや一部の動作も日テレと統一している。
  - 2010年は「ZERO×選挙 くまもと2010」として放送。開票速報キャスターに畑中香保里アナが加わった。
  - 2012年は「ZERO×選挙 くまもと2012」として放送。スタジオを報道フロア内に設け、開票速報を伝えるスタジオを別途設け、開票状況を示すテロップの動作を日テレと統一した。
  - 2014年は「ZERO×選挙 くまもと2014」として放送。ローカル枠用のジングルが新たに設けられた。
  - 2017年は「ZERO×選挙 くまもと2017」として放送。

宮崎県：テレビ宮崎（UMK）
- 通常、日曜のゴールデンタイムは、日テレ系編成だが、『ZERO×選挙2007』放送時は、『FNS27時間テレビ』との兼ね合いから出口調査速報 - 27時間テレビ終了までは『FNNスーパー選挙王』として放送。27時間テレビ中もFNNの予測議席や当選確実などを表示。21時15分から飛び乗り放送とした。ただし枠としての飛び乗りであり、実際にはローカル速報からスタートした。『ZERO×選挙2009』放送時は、翌0:40までで飛び降りて、翌1:55からは『FNNスーパー選挙2009 審判の日』[注 37] を放送した。

## 備考
- 当日のテレビ欄の項目で6番目をそれぞれの地域ごとの内容としている[注 38]。
- 『ZERO×選挙2007』では、放送当日の『真相報道 バンキシャ!』のニュースコーナーで番組宣伝を行った[注 39]。